# San Buenaventura (Coahuila)
San Buenaventura es una ciudad del estado mexicano de Coahuila de Zaragoza, localizada en el centro del mismo. Es la cabecera del municipio homónimo.

## Localización
Localizado en el centro del estado, limita con los municipios de Frontera, Escobedo, Abasolo, Progreso, Múzquiz, Nadadores y Ocampo. Se localiza a una distancia aproximada de 235.5 kilómetros de la capital del estado.
Su término municipal es irregular alargándose de Noreste a Sureste y cuenta con una superficie de 6,429 kilómetros cuadrados, que representan un 2.33% del total de la superficie del Estado. Su altitud media es de 496 metros sobre el nivel del mar y está ubicada en el paralelo 27 grados 04 minutos de latitud Norte, y 101 grados 33 minutos longitud Oeste del Meridiano de Greenwich. 
La cabecera municipal representa el asentamiento más importante en las coordenadas 101°32 '48" longitud oeste y 27°03 '45" latitud norte, a una altitud de 490 metros sobre el nivel del mar.

## División administrativa
Se divide en 109 localidades, siendo las principales las siguientes:
- San Buenaventura, cabecera municipal. Su principal actividad es la agricultura.
- San Antonio de la Cascada, a 25 kilómetros de la cabecera municipal. Su principal actividad es la explotación de mármol.
- Santa Gertrudis, a 8 kilómetros de la cabecera municipal. Importante por sus aguas termales "La Azufrosa".

## Demografía
La población total del municipio durante 2015 fue de 23,587 habitantes. Recientemente ha ingresado a la Zona Metropolitana de Monclova-Frontera, junto con los municipios de Frontera, Castaños y Monclova suman una población de 363,753 habitantes.

## Flora y fauna
Prácticamente toda la gama de tipos de vegetación propios del norte de México se encuentra a lo largo y ancho del municipio, en estrecha relación con la topografía que presenta. En los estratos superiores dominan arbustos como el guajillo, gatuños, palo blanco, fresnos, pinos, encinos y cedros.
En los estratos medios se pueden encontrar especies como el cenizo, gobernadora, chaparro prieto, tullidora, ocotillo, maguey, nopales, lechuguilla, palmas, palmito, biznagas, huizache, mezquite, sotol y madroño. En la cabecera del municipio se encuentran algunos árboles frutales como nogales, palmas datileras, granados, higueras, chabacanos, ciruelos y manzanos chinos.
Al ser una región semidesértica, presenta la fauna típica de estas zonas, como coyotes, gatos monteses, pumas, osos, venados, liebres, conejos y zorrillos. También se pueden encontrar diversas variedades de aves, como el pato silvestre, tórtolas, tecolotes, lechuzas, aguilillas, cenzontles, zopilotes, urracas y chileros.

## Historia
San Buenaventura fue fundada como misión en un paraje cercano a la hoy Cuatrociénegas, por los frailes Dionisio de San Buenaventura, Juan Larios y Manuel de la Cruz; posteriormente, debido a la hostilidad de los indios, es trasladada a un sitio cercano a la actual Lamadrid. Como continuaron los problemas con las tribus vecinas, se extinguió esta misión.
En el año de 1692, ahora en un lugar cercano al hoy Sacramento, se funda nuevamente la misión con el nombre de San Buenaventura de los Colorados, ya que estaba habitada por los indios colorados y tocas. Más tarde, , conde de Revillagigedo, dispuso se extinguiera la misión y se fundara en el sitio de un pueblo, al que se le dio el nombre de Nuestra Señora de Guadalupe de Horcasitas de San Buenaventura; posteriormente el 25 de abril de 1800 se erigió en villa, quedando solo con el nombre inicial San Buenaventura que actualmente tiene.

## Infraestructura social

### Educación
Dada la importancia de los Centros Educativos para el desarrollo de una comunidad el municipio cuenta en la actualidad con: 10 Jardines de Niños 1 Escuela Preparatoria 1 Educación Especial 2 Escuelas Profesionales 20 Escuelas Primarias 2 Escuelas Técnicas 2 Escuelas Secundaria Academia Comercial. Adicional a la educación institucionalizada se cuenta en la cabecera municipal con un Centro del DIF (Desarrollo Integral de la Familia) donde se imparten una diversidad de cursos de manualidades y culturales.
Escuelas: Gral. Ignacio Zaragoza, Dr. Ruperto Del Valle, Nuevo Horizonte, Año de Juárez, Revolución, Margarita Maza de Juárez, 16 de Septiembre, Gral. Lucio Blanco, Lic. Benito Juárez, Ricardo Flores Magón, Francisco I. Madero (Sombrerete) - Belisario Domínguez (Guadalupe Victoria), - Francisco I Madero(San Antonio de la Cascada), Emilio Carranza (San Antonio de la Higueras), - Emiliano Zapata (San Blas), Venustiano Carranza (San Francisco) Amado Nervo (San Lorenzo) Lic. Miguel Cárdenas (Santa Gertrudis), Ramón G Bonfil (Santa Gertrudis), Secundaria. Gral Andrés S. Viesca Telesecundaria San Antonio de la Cascada, Colegio de Estudios Científicos y tecnológicos CECYTEC "Bruno Neira", Escuela Superior de Agricultura y Veterninaria - San Buenaventura, CBTA-22 

### Salud
En el Municipio las unidades que dan atención a la Salud son : La Secretaría de Salud y Desarrollo Comunitario y El Instituto Mexicano del Seguro Social (IMSS). También cuenta con un centro periférico del ISSSTE y médicos particulares.

### Deporte
Desde hace tiempo San Buena ha destacado por grandes jugadores de Fútbol Soccer a nivel Regional además cuenta con canchas de béisbol, softbol, básquetbol y voleibol.

### Vivienda
Cuenta con 4.861 viviendas y un promedio de 4.1 habitantes por vivienda. El 95% de las viviendas cuenta con agua, electricidad y drenaje, en su mayoría, la tenencia de la vivienda es privada. En cuanto al material de construcción predomina el bloque de concreto.

### Servicios públicos
La cobertura de servicios públicos de acuerdo a apreciaciones del ayuntamiento es :
- Agua Potable (99%)
- Alumbrado público (99%)
- Drenaje (90%)
- Recolección de basura (28%)
- Seguridad Pública (90%)
- Pavimentación (65%)
- Mercados y Centrales de Abastos (67%)

Además, el ayuntamiento administra los servicios de parques y jardines, edificios públicos, unidades deportivas y recreativas, monumentos y fuentes.

## Comunicaciones

### Medios de comunicación
Cuenta con el servicio de correo, telégrafo, teléfono, radio, internet y televisión.

### Vías de comunicación
Al municipio se arriba solo por carretera, puede efectuarse a través de la carretera federal No. 30, viniendo de la ciudad de Monclova, o bien por Nadadores. La carretera estatal de Hermanas entronca directamente a la cabecera municipal. Cuenta con servicio de transporte interurbano.

## Actividad económica
- Agricultura: De los cultivos destaca la producción de trigo, maíz, verduras y forrajes.
- Ganadería: Se cría ganado bovino para carne de registro, caprino, porcino y aves.
- Industria: Existe industria manufacturera de artículos de madera, elaboración de productos alimenticios (queso y crema) y transformación de minerales no metálicos.
- Comercio: Esta actividad se orienta principalmente a la compraventa de alimentos, ; prendas de vestir y artículos de uso personal; compraventa en tiendas de autoservicio y de departamentos especializados por línea de mercancía; gases, combustibles y lubricantes; materias primas, materiales y auxiliares; de bienes inmuebles y artículos diversos; de equipo de transporte, refacciones y accesorios.
- Servicios: En el municipio es posible contratar los servicios de alojamiento temporal, enseñanza, investigación científica, difusión cultural, preparación y venta de alimentos y bebidas, recreativos y de esparcimiento, personales, para el hogar y otros.

## Patrimonio cultural
El palacio municipal, de estilo colonial por su fachada de piedra tallada, construido en el año de 1910; la torre de la iglesia del Santo Patrono de San Buenaventura que fue construida en 1905; y un monumento al leonismo.
Desde su origen fueron diseñados plazas, plazuelas y alamedas que hoy en día continúan siendo paseos dominicales y de reunión tales como: Plaza Zaragoza (principal), Plazuelas (Valenzuela y Heliodoro Rodríguez), y Alameda Juárez. El kiosco que se encuentra en la plaza principal fue inaugurado en el año de 1899, amenizada por la banda musical del compositor Ignacio Rodríguez Zamora. En el año de 1910 es construida la presidencia municipal y actual fachada del futuro palacio municipal, a cuyas espaldas se encontraba la antigua plaza de toros escenario de grandes espectáculos desde; famosos circos, rodeos internacionales, corridas de toros (donde tomó su alternativa Eulalio López "El Zotoluco") y los mejores artistas de México. En la actualidad se cuenta con una de la más moderna plaza de toros de México (MONUMENTAL PLAZA DE TOROS DE SAN BUENAVENTURA) con un cupo de 5,000 espectadores, inaugurada en el año de 1987 siendo Presidente el Sr. Enrique Ayala Rodríguez.
El monumento de Miguel Hidalgo y Costilla; un busto en memoria del caudillo Francisco Villa (Pancho Villa el caudillo del Norte) y otro en memoria del Licenciado Benito Juárez.

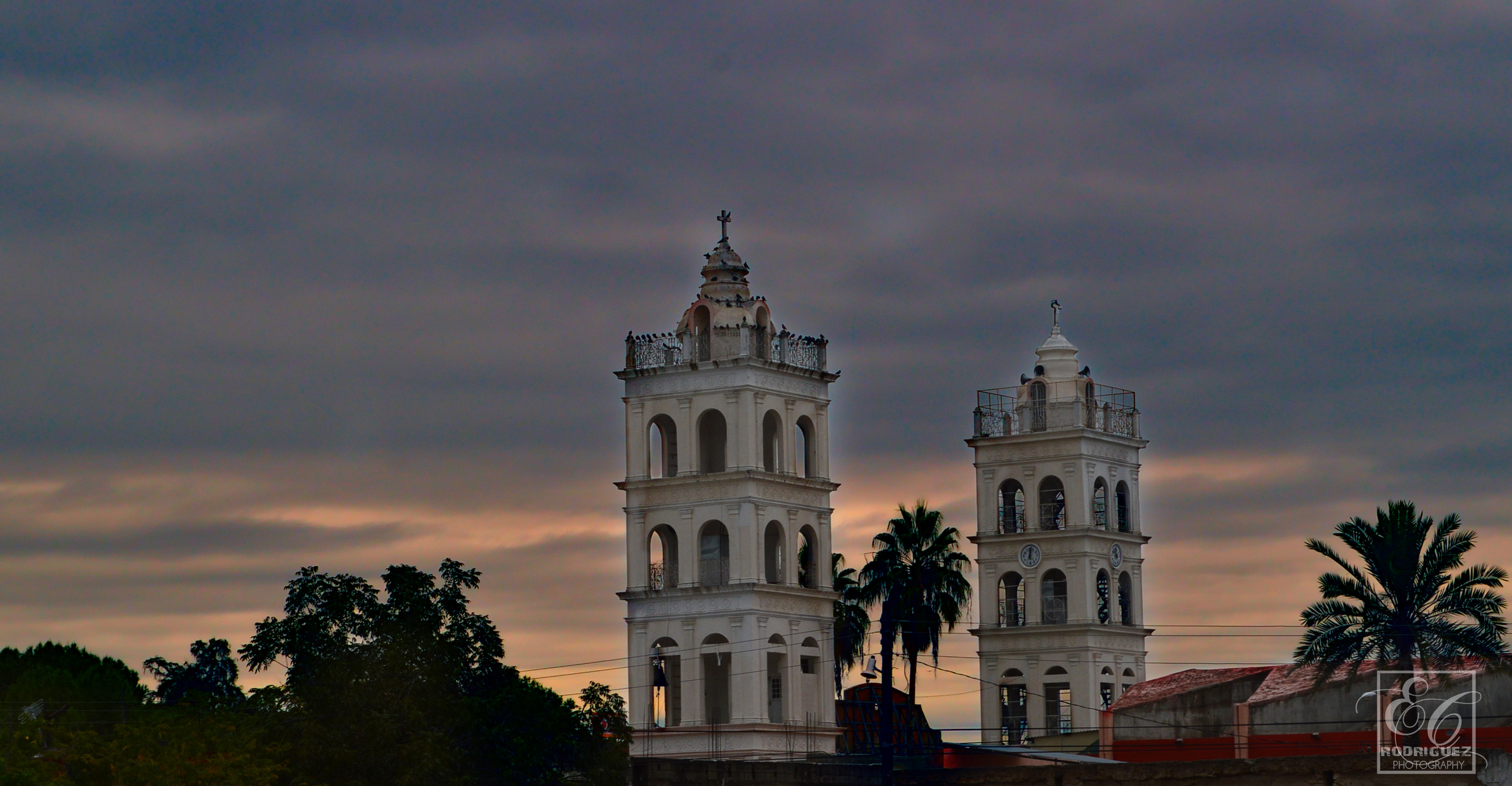
Torres de la Iglesia.

### Centros turísticos
Los baños de Santa Rita; paseo del río Nadadores; la torre que aloja un reloj público de gran dimensión; La Cascada; las aguas termales "La Azufrosa"; Pozo San Lucas.

### Tradiciones
Durante el mes de julio se llevan a cabo ferias que tienen el nombre de Ferias del santo patrono y su celebración es en honor del santo patrono de San Buenaventura.

### Música
Norteña: polkas, valses, corridos, danzas y huapangos norteños tambora.
Siendo la música y el baile la expresión más popular del Arte, San Buenaventura no podía dejar de aportar su pincelada musical y danza, al gran mosaico folklórico de México y de Coahuila, cuando se hacen escuchar las notas musicales acompañadas por el retumbar de una tambora, para empezar a zapatear "SAN BUENAVENTURA" en las fiestas familiares o en las tradicionales ferias del 14 de julio. 
Han destacado algunos compositores como el Sr. Ignacio Rodríguez Zamora, quien integra una banda de música llamada " Banda de los músicos Chiquitos " la que alegraba las serenatas en las noches veraniegas de los jueves y domingos en la Plaza Principal. En esta misma Banda de música se encontraba Don Andrés Campos primer Director y creador de la " Orquesta Embajadores " la que aún conserva el romanticismo de los bailes y convivíos familiares con mayor tradición en el Centro y Norte de Coahuila, en la actualidad está integrada en una gran mayoría por la familia Romo siendo su director el Sr. Manuel Romo quien en 1996 cumplieron 50 años de interrumpida actividad musical.
También predomina la bachata, cuambia, salsa etc donde destacan artistas sanbonenses no reconocidos. (Proyecto Norteño, la Real Pachanga y Grupo Amistad).

### Gastronomía
Platillos típicos son: Pan de maíz, Carne con chile, Carne seca, asado de puerco, Pipian, Orejones, Calabacita con carne, Cabrito asado, Machitos, Fritada, etc.

## Asociaciones
SOC. MUTUALISTA "MELCHOR OCAMPO " "Una de las sociedades más antiguas de la población la cual es fundada en el año de 1910 por el Sr. Mariano Neira Esquivel y su acta constitutiva por el profesor Aureliano Esquivel y quien puso el nombre fue el Sr. Antonio Sánchez Neira.

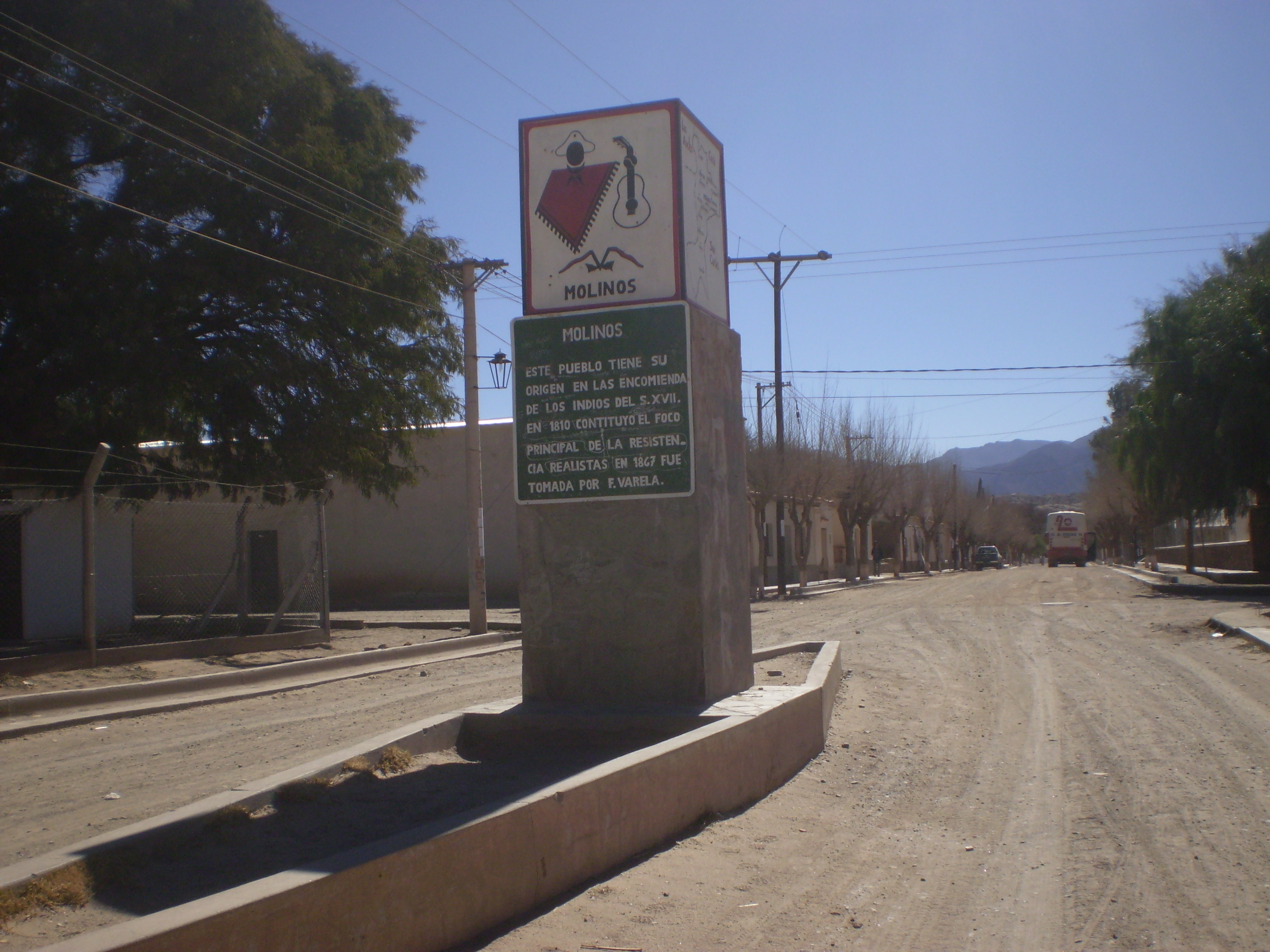
Recuerdo de Molinos Demolidos alrededor de 1910.

El CLUB DE LEONES es fundado el 12 de enero de 1955 siendo su primer presidente el Sr. Jesús Flores De La Fuente y su primera reina la Srita Eglantina Flores Flores, en la actualidad esta sociedad ha sido uno de los pilares del desarrollo de la población mediante aportaciones, becas y ayudas. El 26 de noviembre de 1969 es fundado el CLUB ALTRUISTA A.C., por un grupo de jóvenes con el propósito de trabajar por el acondicionamiento de la Alameda Juárez, sin embargo este primer objetivo trascendió hacia la comunidad, apoyando y trabajando por varios años con los comités organizadores de los festejos de las ferias del 14 de julio. Su primer presidente lo fue el Sr. Luis A. Vega Garza, el nombre y asesoría para la consolidación del Club fue aportado por la Maestra María Teresa De La Garza Cepeda y el nombre por el Profesor Abraham Pérez.
El CASINO SAN BUENA es inaugurado el primero de julio de 1955 por iniciativa de las Sras.: Elodia González de Gutiérrez y Ofilia Boone De Villarreal para recreación de sus asociadas y de la comunidad, en sus instalaciones se ha contando con presentaciones del arte y la cultura

## Gobierno

### Presidencia municipal
Representar política, jurídica y administrativamente al Ayuntamiento.

### Secretario del Ayuntamiento
Ejecutar las políticas y reglamentos de gobierno, establecer comunicación con el H. Congreso del Estado para cumplir con los requisitos de ley en la elaboración de reglamentos e iniciativas; llevar la correspondencia del municipio; y garantizar el cumplimiento de los acuerdos emanados de las sesiones de Cabildo.

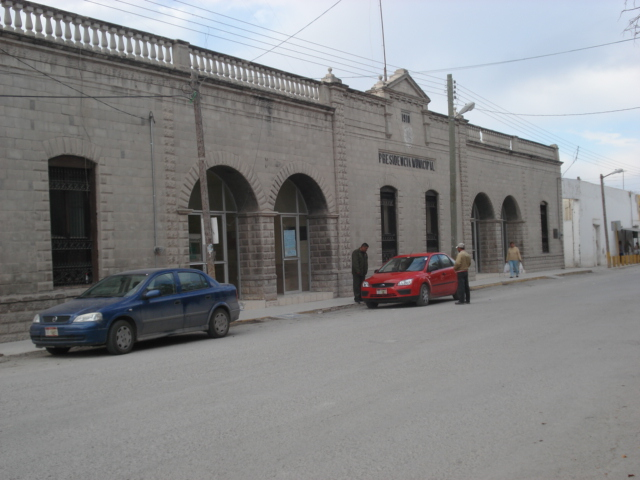
Presidencia Municipal, ubicada en el centro de San Buenaventura.

### Presidentes municipales
| José Cayetano Ramos              | 1821              |
| Andrés Menchaca                  | 1822              |
| José María Falcón                | 1823              |
| Pedro De la Garza                | 1824              |
| José María García                | 1825              |
| Juan José Falcón                 | 1826 - 1827       |
| Rafael Montes De Oca             | 1828              |
| José Esteban Del Castillo        | 1829              |
| Pedro De la Garza                | 1830              |
| José Esteban Cadena              | 1831              |
| José Trinidad Del Valle          | 1832              |
| J. Cayetano Ramos                | 1833              |
| Isidoro Palos De la Blanca       | 1834              |
| Juan González                    | 1835 - 1836       |
| Vicente García                   | 1837 - 1839       |
| José María Farías                | 1840 - 1845       |
| Juan Menchaca                    | 1846              |
| Pedro Falcón                     | 1847              |
| Antonio Ramos                    | 1848              |
| José Gregorio Flores             | 1849              |
| José María Farías                | 1850              |
| Francisco De la Fuente           | 1851              |
| Feliciano Valenzuela             | 1852              |
| Santiago Del Valle               | 1853              |
| José María Ramos                 | 1854              |
| José María Farías                | 1855              |
| Santiago Del Valle               | 1856              |
| José María Farías                | 1857 - 1859       |
| José María De la Garza Ramos     | 1860              |
| Pedro Falcón                     | 1861              |
| Cayetano Ramos Falcón            | 1862              |
| Antonio Menchaca                 | 1863              |
| Manuel Falcón Garza              | 1864 - 1866       |
| Sebastián Rodríguez              | 1867              |
| Andrés De la Garza               | 1868              |
| Salvador Falcón                  | 1869              |
| Manuel Falcón Garza              | 1870              |
| Andrés De la Garza               | 1871              |
| Victoriano De la Garza           | 1872              |
| Santiago Cerna                   | 1873              |
| Manuel F. Garza                  | 1874              |
| Salvador Falcón G.               | 1875              |
| Luis Cerna                       | 1876              |
| Andrés De la Garza               | 1877              |
| Salvador Falcón                  | 1878              |
| Cayetano Ramos Falcón            | 1879              |
| Santiago Cerna                   | 1880              |
| José María Rodríguez             | 1881              |
| Marfil Sánchez                   | 1882              |
| Antonio Garza Zertuche           | 1883              |
| Luis Cerna                       | 1884              |
| Mariano De la Fuente             | 1885              |
| Andrés De la Garza               | 1886              |
| José María Rodríguez             | 1887 - 1889       |
| Andrés Garza                     | 1890              |
| Andrés De la Garza               | 1891 - 1993       |
| Luis Zertuche                    | 1894              |
| Julio Zertuche                   | 1895              |
| Dionisio González                | 1896              |
| Julio Zertuche                   | 1897 - 1898       |
| Mariano De la Fuente             | 1899              |
| Antonio Menchaca Cerna           | 1900              |
| Julio Zertuche                   | 1901              |
| Mariano De la Fuente             | 1902              |
| Epígmenio Cadena                 | 1903 - 1904       |
| Mariano Zertuche                 | 1905              |
| Epígmenio Cadena                 | 1906              |
| Miguel F. Falcón                 | 1907 - 1909       |
| Mariano Zertuche                 | 1910 - 1911       |
| José María Rodríguez Tamez       | 1912              |
| Luis Falcón Cerna                | 1913              |
| Isidoro Barrera Merines          | 1937 - 1938       |
| Fidel Cedillo Navarro            | 1939 - 1940       |
| Manuel Flores Castaño            | 1941 - 1942       |
| Francisco Martínez Calderón      | 1943 - 1945       |
| Félix Flores Willares            | 1946 - 1948       |
| José Franco Vázquez              | 1949 - 1951       |
| José María Guajardo Crado        | 1952 - 1953       |
| Carlos Falcón Orozco             | 1954 - 1954       |
| Romeo Villarreal Meza            | 1955 - 1957       |
| Pablo González Rico              | 1958 - 1960       |
| Hilario Villarreal De la Fuente  | 1961 - 1963       |
| Pedro V. Rivera                  | 1964 - 1966       |
| Julio Carrales Villarreal        | 1967 - 1969       |
| Ramiro H. Cisneros De la Garza   | 1970 - 1972       |
| Ricardo Falcón Rivera            | 1973 - 1975       |
| Eloy Treviño Alvarado            | 1976 - 1978       |
| Emiliano Villarreal Menchaca     | 1979 - 1981       |
| Ovidio Garza Campos              | 1982 - 1984       |
| Enrique Ayala Rodríguez          | 1985 - 1987       |
| Horacio Villarreal Valdéz        | 1988 - 1990       |
| José Luis De los Santos Martínez | 1991 - 1993       |
| Mirna G. Pérez Gutiérrez         | 1994 - 1996       |
| José Cruz Rodríguez González     | 1997 - 1999       |
| Virgilio Galindo Pérez           | 2000 - 2002       |
| Severino Garza Guajardo          | 2003 - 2005       |
| David Ascensión Álvarez Jiménez  | 2006 - 2009       |
| Oscar Leos Pompa                 | 2010 - 2013       |
| Oscar Flores Lugo                | 2014 - 2017       |
| Gladys ayala                     | 2018 - 2020       |
| Hugo Lozano                      | 2021 - actualidad |